# Seehof
Seehof (francouzsky Elay) je obec v okrese Bernský Jura v kantonu Bern ve Švýcarsku. Žije zde 58 obyvatel.

## Geografie

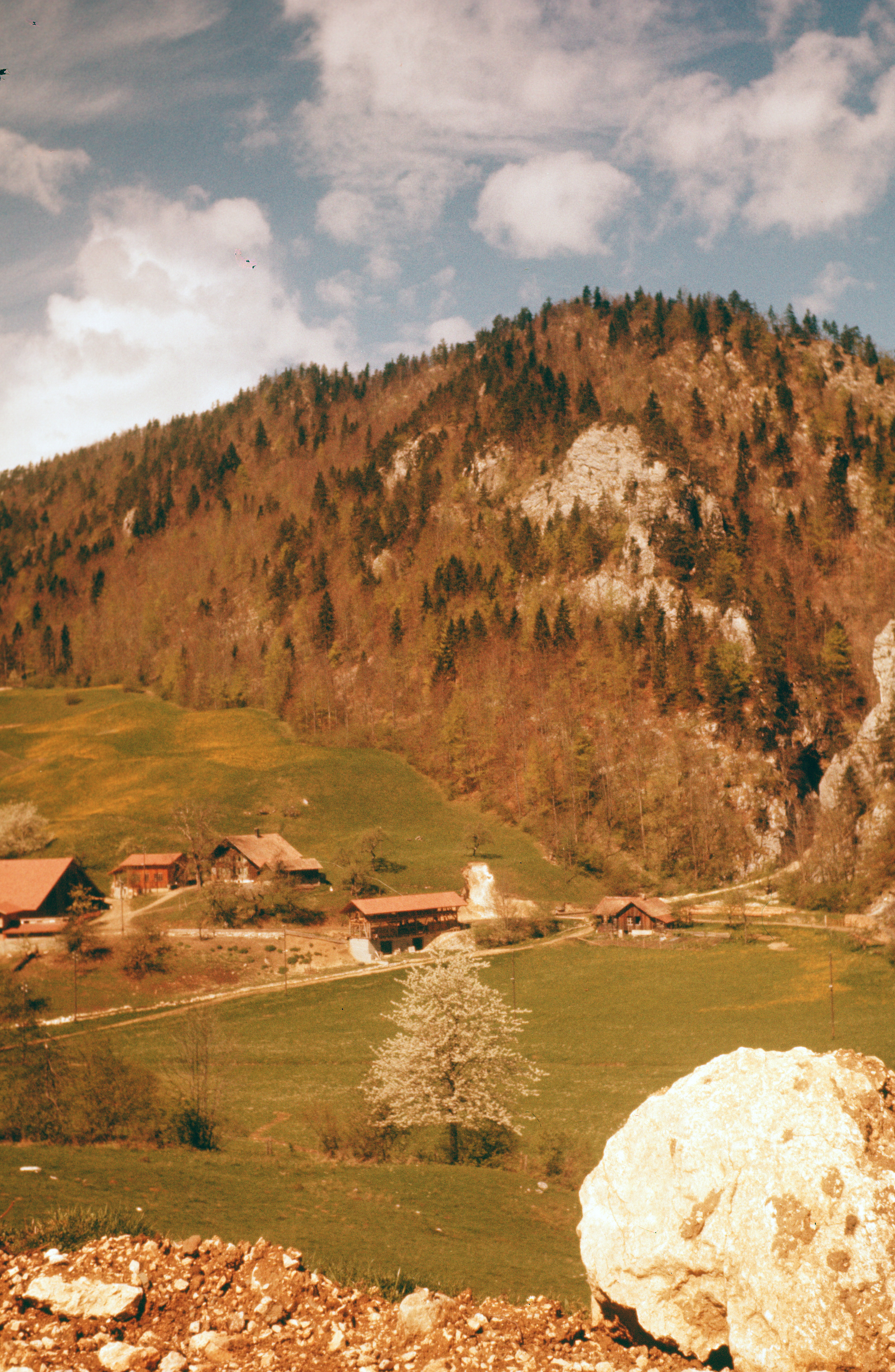
Stägen

Seehof leží v nadmořské výšce 752 m, vzdušnou čarou 11 km východoseverovýchodně od obce Moutier. Roztroušená osada leží v úzkém údolí potoka Gabiare v oblasti Kettenjura.
Území obce o rozloze 8,4 km² zahrnuje pramennou oblast potoka Gabiare, který odvodňuje Seehof do potoka Scheltenbach (francouzsky La Scheulte). Gabiare tvoří v údolí malé jezero, které dalo obci jméno. Na severu zasahuje oblast na jižní svah Schönenbergu (až 1094 m n. m.) a v úzkém zákoutí na severovýchodě přes Hüsligraben na západní svah Stierenbergu (až 1140 m n. m.). Jižní hranice vede po hřebeni Jury, který odděluje údolí Gabiare od údolí Dünnern. Nejvyššího bodu Seehofu se zde dosahuje na Cholbergu (1196 m n. m.), jihozápadně od něj leží Brandberg (1182 m n. m.) a Harzer (1144 m n. m.). Do severního úbočí tohoto řetězce se zařezávají dvě hluboká erozní údolí, Rohrgraben a Bächlengraben. Na úplném západě zasahuje území obce až ke svahům hory Mont Raimeux. V roce 1997 tvořila 3 % rozlohy obce sídla, 64 % lesy a lesní pozemky, 32 % zemědělství a o něco méně než 1 % neproduktivní půda.
Obec Seehof se skládá z osad Bächlen (720 m n. m.) v průsmyku přecházejícím do údolí Grand Val do Moutier, Karlisberg (752 m n. m.) a Stägen (817 m n. m.), obě na dně údolí Gabiare, a z mnoha jednotlivých zemědělských usedlostí. Sousedními obcemi Seehofu jsou Corcelles v kantonu Bern, Val Terbi v kantonu Jura a Aedermannsdorf, Herbetswil a Welschenrohr-Gänsbrunnen v kantonu Solothurn. V jednom místě se hranice obce Seehof dotýká také katastru obce Schelten.

## Historie

Oblast Bächlenu (letecký pohled, 1950)

První zmínka o obci pochází z roku 1540 (německé Seehoft), resp. 1673 (francouzské Eslay). Bernská vláda se přiklonila ke změně názvu na německý název Seehof, což schválilo německy mluvící obyvatelstvo, které mělo od roku 1840 většinu (97 % v roce 1880; 98 % v roce 1910; 91 % v roce 2000).
Až do konce 18. století Seehof podléhal opatství Moutier-Grandval. V letech 1797–1815 patřil Seehof k Francii a zpočátku byl součástí départementu Mont-Terrible, který byl v roce 1800 sloučen s départementem Haut-Rhin. Na základě rozhodnutí Vídeňského kongresu připadla obec v roce 1815 kantonu Bern, který ji přiřadil k okresu Moutier. Německá verze názvu obce se oficiálně používá od roku 1913.

## Obyvatelstvo
| Rok            | 1850 | 1880 | 1888 | 1900 | 1910 | 1920 | 1930 | 1941 | 1950 | 1960 | 1970 | 1980 | 1990 | 2000 | 2010 |
| Počet obyvatel | 202  | 141  | 136  | 126  | 125  | 113  | 140  | 137  | 99   | 105  | 86   | 71   | 73   | 79   | 69   |

Seehof je jednou z nejmenších obcí v Bernském Jurovi. Z celkového počtu obyvatel je 91,1 % německy mluvících a 8,9 % francouzsky mluvících (stav v roce 2000). V roce 1850 měl Seehof celkem 202 obyvatel, v roce 1900 už ale jen 126 obyvatel. Počet obyvatel postupně klesá, zejména díky značné odlehlosti obce a nedostatku pracovních příležitostí.

## Hospodářství
Seehof se živí zemědělstvím, převažuje chov dobytka a mléka. Mimo primární sektor nejsou v obci téměř žádná pracovní místa.

## Doprava
Obec je jedním z nejodlehlejších míst v severní části Jury. Do Seehofu se lze dostat slepou ulicí, která odbočuje z úzké kantonální silnice mezi Corcelles a Vermesem. K některým statkům (Gross- a Klein-Probstenberg) se však lze dostat po silnici z Welschenrohru. Seehof není napojen na síť veřejné dopravy, nejbližší železniční stanice je vzdálena asi 6 km v Corcelles na trati Solothurn–Moutier.